# アースライト
『アースライト』（EARTH LIGHT）は、1992年7月24日に日本のハドソンから発売されたスーパーファミコン用戦略シミュレーションゲーム。
同社の『ネクタリス』（1989年）の流れを受けた作品。宇宙コロニーを舞台とし、独立を宣言したガルト帝国に対する組織、反ガルト陣営（連邦軍、UNION）の指揮官としてガルト帝国と戦うことを目的としたゲーム。各シナリオが新登場ユニットの紹介、活用法を意識したチュートリアル的な側面を持つ。兵器の外観は丸くデフォルメされ、柔らかなデザインとなっている。
ゲームは用意されたシナリオを1つずつクリアしていく形式で、ユニットの生産という概念はなく、あらかじめ用意されたユニットを活用してシナリオを攻略していく。自軍のユニットを増やすためには、敵より早く、浮きドック（ペルガミノ）を制圧し、中の兵器を手に入れる必要がある。シナリオクリア後には、クリアターン数、自軍の損害などがポイント化され、称号が贈られる。
開発はハドソンの完全内作。音楽は前野知常が担当している。2006年にはWindows用ソフトとしてi-revoにて配信された。続編として『アースライト ルナ・ストライク』（1996年）が発売されている。

## ゲーム内容

### システム
ゲーム進行はターン制。自分のユニットを動かし、全ての行動を終えて自ターンを終了させると今度は相手のターンになり、相手がユニットを動かしていく…ということを繰り返す。
マップのマス目は、ヘックスと呼ばれる蜂の巣状に並んだ六角形のマスとなっている。
地形効果（ユニットの戦闘力が地形による影響を受ける）、支援効果（近接する味方による援護攻撃による影響）、包囲効果（敵の周囲を味方か、味方のZOCで囲むことによって、敵の防御力を半減させることができる）、ZOCの概念など、ウォー・シミュレーションゲームの基本的な仕組みが採用されている。射線を通さない地形があり壁越しに敵を撃つことができないのも特徴（ミサイルのみ誘導して攻撃する設定の為射程が続けば壁のないところから回り込んで攻撃できる）。
ユニットの武装は白兵、ビーム、レールガン、ミサイル、爆撃などに種類分けされており、それぞれ地形効果に特徴があるため、それを活かした戦術を立てなければならない。ビームは磁気帯からや磁気帯には攻撃できない（ただし磁気帯への直接攻撃のみ敵防御力100で攻撃可能）。レールガンは重力地帯で50%、ミサイルは小惑星に40%の地形効果がかかる。
補給の概念は無いが、機動兵器や巡洋艦は制圧した浮きドックに収容することで、戦闘によって失われた耐久力、戦闘力を回復できる。各ユニットには経験値が設定されており、経験値がたまると攻撃力が上がっていくことから、損害を受けた兵器は全滅する前にドックに収容することが望ましい。ただしユニットや経験値はそのマップ限りのもので持ち越すことはできない。そのため損害がいかに甚大でも勝利すれば次のマップで問題なく開始できる点も手軽さを増している。ゲーム自体には影響しないが戦果によってポイントが貰えるシステムで最終的にはポイントに基づいた称号によって評価される。また二周目以降は自軍・敵軍ともに攻撃力が倍になるハードモードが存在する。

### その他
- 各マップの宙域名は海外のSF作家の名前よりとられている。
- おまけモードとして、作中のBGMを自由に聴ける音楽モードがある。
- 一回ゲームをクリア後、再びゲームを始めると、各ユニットの攻撃力が2倍となったモードでプレイすることができる。
- ユニット数合計には司令塔類・浮きドックは含まれないが、部隊表にはこれらが含まれる。
- 作中のBGMはほとんどがクラシック音楽をアレンジした物が使用されている。例えば、シナリオクリア後の戦果報告のBGMはワーグナーの序曲「ニュルンベルクのマイスタージンガー」。最終シナリオの自軍BGMはチャイコフスキー交響曲第5番第4楽章。同じく最終シナリオの敵軍BGMにはショスタコーヴィチ交響曲第5番「革命」第4楽章が使用されている。伊福部昭作曲の「怪獣大戦争マーチ」も使用される予定だったが直前に諸事情で使用されなかった。データは存在しておりデバッグモードにて聞くことが可能である。

## ストーリー
22世紀、人類の大半はファクトリーと呼ばれる地球を回る宇宙コロニーに居住していた。
ところがファクトリーの一つがガルト帝国（GALT）を名乗り、独立を宣言。さらに用意していた軍隊で瞬く間に他のファクトリーを占領、大量破壊兵器バッカニア砲の威力を盾に、地球に対して降伏を勧告した。
これに対し、ガルト軍の攻撃を逃れた各ファクトリーの敗残兵は戦力を結集し、ガルト帝国への反攻の機会をうかがっていく。

## ユニット
以下に種類ごとにユニットをいくつか挙げる。ユニットの名称は、マルスやアテナなど神話や伝承の神々や怪物の名称が与えられているものが多い。
名称の後の[ ]内に明記されているのは各ユニット・施設に割り振られているユニットコードである。

### 機動兵器ユニット
ロボットや宇宙戦闘機。戦闘の主力となるユニット。白兵、遠距離での攻撃が得意など、それぞれが長所、短所を持っている。基本的に射撃と白兵を行うことが出来る。1～8機で1ユニットを形成。
ハードユニット兵器（HU兵器）
いわゆるロボット。人間的な形を持つため、白兵攻撃ができることが特徴。
ゲーム上ではHU兵器と記述される。
マルス [HUB-01]
平均的な能力を持つユニット。ビームガンとブレードを装備。
タロス [HU-AX45]
白兵戦のエキスパート。強力な白兵能力を持ち、防御力も高い。ただし移動力がマルスより劣り、対機動攻撃能力も低い。大型のビームサーベルを持ち、腕に小型ビームを装備。
ビーム兵器しか持たないため、磁気帯では無力化してしまう。
高い攻撃力・防御力を誇るため、防衛ライン形成に非常に役立つ。
ティタン [HU-NN7]
後方支援用。間接射撃が可能なレールガンを持ち、白兵戦用にハンマーを装備。
威力はそこそこだが、対機動間接射撃は貴重なため非常に重宝する。
メデゥサ [HU-M34]
機体頭部に巨大な対機動ミサイルポッドと白兵戦用のフレイルを装備。
移動力に優れ、対機動攻撃力も高いが防御力に劣る。
ロブスターに近い運用が基本となり、遠方のドッグの制圧用に活躍する。
アテナ [CHU-03R（HU形態）、CHU-03F（爆撃機形態）]
変形が可能なHU兵器。レールガンポッドとサーベルを装備。
ガルト側の新鋭機として投入され、後にプレイヤー側でも使用できるようになる。
射撃、白兵戦共に優秀で爆撃機形態に変形することで爆撃を行うことが可能で爆撃時のみ攻撃後再移動が可能。ただしブロンテスとは違い、爆撃後に移動力が増えない。
爆撃機形態時の装備は対機動レールガンと爆撃用対艦ミサイル。
HU形態時の対機動射撃は間接攻撃のため、反撃されない代わりに対機動射撃された場合は反撃ができない。
宇宙戦闘機
移動力が大きく、爆撃機迎撃、浮きドック確保などに多目的に活用できる。
ただし白兵攻撃には反撃できない。
ブロンテスは強力な対艦ミサイルを搭載し、艦船にとってはまさに大きな脅威となる。
ロブスター [FS-41]
対機動攻撃に特化した戦闘機。両サイドのアームに強力な対機動ビーム砲を装備。
移動力が高く、敵の射程外からの固定砲台の奇襲や敵爆撃機の迎撃など、機動力を活かした戦術の場面で大活躍する。
ガルト側に多く配属される傾向がある。
クレーネ [FFA-81]
攻撃機。対機動レールガンと対艦ミサイルポッドを装備。
対艦、対機動攻撃の両方をこなす。攻撃力は控えめだが、防御力はそこそこ高い。
攻撃力が低いため、高い移動力はなかなか活きない。
盾として最前線に配置したり、敵の背後に回りZOCで囲む事に使うといい。
連邦側に多く配属される傾向にある。
ブロンテス [FB-97]
爆撃機。装備している対艦ミサイルは艦船への攻撃力が高く、駆逐艦なら一撃で轟沈させることも。爆撃後は移動力が増え、再移動も可能。
対艦ミサイルは一度撃つと無くなるが、ドックや空母で補充・装備できる。
ミサイル発射後は、非常に高い防御性能と全ユニット中最高の移動力を持つユニットになる。
ある程度、爆撃を行った後は弾薬を補給せずに遊撃として活用すると良い。
クラブI [CR-1]
輸送機。武装は貧弱だが、高い移動力を持ち機動兵器を搭載して迅速に移動させることが出来る。
移動力の低い砲撃艦艇やタロスを運搬させるのが主な任務。
また敵の攻撃目標となり易いため、囮にも使える。
砲撃艦艇
小型の長距離砲撃を専門とする艦艇。機動兵器に分類され、ドックや空母での修理が可能。
長距離からの間接攻撃が行えるが、移動後の攻撃は出来ない。
ガンナー [CUB-6]
対機動用砲撃艦艇。長距離ビーム砲を装備。
機動兵器に対して絶大な威力を誇る。
ただしビーム砲の射程が短く、移動後の射撃もできず移動力も低いためか使いづらい。
スナイパー [CUN-42]
対艦用砲撃艦艇。4連対艦長距離レールガンを装備。
射程が長い上に間接攻撃を受けにくい機動ユニットのため、前へ出し易く艦船に大ダメージ与える事が出来る。
ランチャー [CUM-7]
長距離ミサイルポッドを装備。
対艦、対機動両用のミサイルを持つ。射程も長く、使い勝手が良いため幅広く活躍する。対艦と対機動では射程が違う。
スナイパーとは双璧をなす重要ユニットでもある。
固定砲台
対艦および、対機動攻撃力に秀でた砲台。自力で移動出来ないため、設置は空母または輸送機にて行われる。
ドラゴン [SG-DR10]
対艦用長距離ビーム砲台。自身は移動することが出来ない固定砲台。
対艦攻撃能力は機動兵器ユニットの中ではトップクラスだが、装甲は脆弱。
長射程の上、攻撃力大のため局地戦では圧倒的優位に立てる。
しかし、移動できないためどこに設置するかよく考える必要がある。
ハイドラ [SG-HY7]
対機動用長距離ミサイルランチャー。ドラゴンと同じく、自身は移動することが出来ない固定砲台。
対機動兵器としては他を寄せ付けない圧倒的火力で、大抵のユニットを一撃で葬り去る。
毎ターン射程内の機動ユニットを吹き飛ばすので、足止め要員と共に活用すると良い。
ラハブ [SG-RA4]
対艦、対機動攻撃力を持つ要塞防衛用移動砲台。対艦ビーム砲と対機動ビーム砲を装備。
攻撃力は対艦・対機動共に高い上にレール上のみに限定されるものの移動力も非常に高い。対艦と対機動では射程が違う。
敵にした時は移動力・射程をよく計算しないと非常に危険。
輸送ユニットによって運ぶことができ、レール以外にも置く事ができるがレール以外に置いてしまうと動くことができなくなるので注意が必要となる。

### 艦船ユニット
いわゆる宇宙船。能力によって実際の艦船と同じように戦艦や空母などに区分される。艦船は1ユニットを1機で構成し、HPが設定されている。このHPが減じるにつれて攻撃力も低下し、0になると沈む。
駆逐艦
高い移動力とある程度の攻撃力を持つが、防御力は低い。爆撃を受けると1発で轟沈することも。
攻撃後に移動力がある限り、再度移動することが出来る。
グラント [DDG-AX9]
対艦攻撃を主とする駆逐艦。4連装レールガンを装備。
対機動に小型のミサイルポッドを持つが、攻撃力が低い。
移動力7と奇数のためよく考えて移動させる必要がある。
数少ない連邦側に先に配属されるユニット。
フェンリル [DDG-BB7]
対機動攻撃に特化した駆逐艦。対機動8連装連射砲台を4つ装備。
駆逐艦の中ではもっとも移動力が高いが、艦船ユニットへの攻撃手段がない。
ヘルハウンド [DDG-MN6]
対艦、対機動攻撃の両方をこなすことが出来る駆逐艦。
対機動用8連装連射レールガン2つと、中距離対艦ミサイル発射管6門を装備。
攻撃力、移動力ともに控えめだが、移動力が偶数であり再移動能力を使いやすい。
巡洋艦
戦艦より攻撃力は劣るが、ドックにて修理する事が出来る。
ハンニバル [SCG-MB1]
標準タイプの巡洋艦。主砲に中距離対艦ビーム砲塔を3門、対機動用レールガンを28門装備。
対艦攻撃を主とする巡洋艦で、艦隊戦では主力となる。
レグルス [SCG-BM]
対機動攻撃を得意とする巡洋艦。主武装となる対機動用ビーム砲塔38門と対艦用ミサイルポッドを装備。
艦隊を機動ユニットから守る護衛艦として使用される。
だが、移動力・射程に難があるためあまり役に立たない。
コルバス [SCG-AX]
白兵戦用クローを持つ特殊巡洋艦。クローの他には対艦・対機動用レールガンを装備。
艦船の中で唯一白兵戦を行える変り種のユニット。
対機動、対艦、白兵能力共に優秀な新鋭艦。
その高い能力故に敵の目標とされ易く、性能を引き出すのが難しい。
なお、コルバスのクローはダメージに大きくばらつきがあり、見た目の数字ほどの戦果が上がらない事がある。
戦艦
高い攻撃力と防御力を誇り、星間粒子帯で移動に障害がない。サイズが大きく、ドックで修理することが出来ない。
ティアマト [BB-04]
標準的な戦艦。3連装の対艦長距離ビーム砲塔4つと対機動パルスビーム砲塔32門を装備。
対艦、対機動攻撃力に優れている。
アスラII [BB-AII]
攻撃型高速戦艦。主砲に4連装の長距離対艦レールガン2つを持ち、対機動用ミサイルポッド10基を装備。
巡洋艦クラスの移動力を持ち、より攻撃に特化した戦艦だが射程はティアマトより短い。HPも36と少ない。
ノーデンス [BB-MM4]
巨大な鯨を思わせるフォルムで、耐久力と装甲が桁違いの砲塔無しの特殊戦艦。対艦大型ミサイル発射管5つを装備。
対艦攻撃に特化しており、対機動兵器の攻撃手段がない。
通常の艦隊戦では無敵を誇る。
移動力が3と極端に低いので、守備的な運用が中心となる。
ハスター [BB-V3]
航空戦艦。ビーム砲塔4つを主砲に持ち、対機動用にレールガンを装備。
戦艦でありながらユニットの搭載が可能。
ガルト帝国軍専用ユニットで、連邦軍には配備されない。
空母
機動兵器ユニットを搭載することが出来る。機動兵器の収容能力があることから、動く浮きドックとして利用することが出来る。撃破された際にユニットを収容していた場合は、収容ユニットも共に消滅する。
戦艦と同じくサイズが大きく、ドックで修理することが出来ない。
イリス [CV-MN2]
標準的な能力を持つ機動母艦。対機動用中距離ミサイルポッドを装備。
対艦攻撃力がなく、無いので防御も低いがティタンと同等の対機動用間接攻撃が可能なため、十分戦力になる。
アルテミス [CV-B44]
二つの機動甲板を持つ大型機動母艦。対機動ビーム砲を16門装備。
艦上カタパルトを搭載し、2HEX先までユニットを射出することが出来る。
射程は短いながらも、対機動射撃70もあるためある程度の戦闘も可能。
セレネ [CV-C8]
高速空母。防御力は低いが、移動力が高い。
戦闘能力は皆無だが、戦場へいち早く向かう運搬能力は高い。
サイレン [CV-CHX]
航空戦艦。空母から戦艦に変形することが出来る。
攻撃力は高めだが、戦艦に変形している間は機動兵器を搭載することが出来ない。
行動前なら何度でも変形できるため、先に機動兵器の格納・発進を行ってから戦艦として戦うのがセオリー。
特殊艦
通常の艦船（戦艦・空母など）とは一線を画す機能を持った艦船。
アバドン [MSP-21]
核爆弾『アトム』を装備するミサイル艦。
攻撃目標とする地点とその周囲6マスに存在するユニットを地形ごとすべて消滅させる。
アトムは一度撃つと無くなるが、ドックで補充・装備が可能。なお、攻撃後再移動可能でアトムを撃つと移動力も増える。

### その他のユニット・施設
上記のカテゴリに当てはまらないユニットや司令塔などの施設。ZOCは、ウィスプ以外は周囲に影響を与えない。支援効果は与えたり受けたりすることは可能。
ブレイン [CT-TYX6]
部隊をコントロールする司令塔。破壊されると敗北になる。
ソロモン [FOR-TY1]
軍事要塞。ブレイン同様、破壊されると敗北になる。
カルタゴ [FOR-TY2]
最前線用軍事要塞。ブレイン同様、破壊されると敗北になる。
ゴリアテ [FOR-TY4]
軍事要塞。ソロモンより武装を強化している。破壊されると敗北になる。
アッザム [CT-TY4]
特殊砲「バッカニア」を制御する司令塔。破壊する事でバッカニア砲の発射を止めることができる。
ペルガミノ [DOC-TY3]
マップ上各地に点在するドック。ユニットを収容することで機動兵器の補充、艦船のHPの回復、対艦ミサイルの補給を行うことができる。
制圧（HPを0に）すると中のユニットは自軍のものになる。唯一自己修復機能を持ちターンごとにHPが回復する。
サイズの大きい戦艦、空母等の大型艦船は収容できない。
ウィスプ [SBBW-4]
宇宙機雷。全ユニット中で最高の防御力を誇るが、自身は動くことも攻撃することもすら出来ない。
ZOCで敵を足止めするためのユニット。

## 移植版
| No. | タイトル     | 発売日 | 対応機種 | 開発元   | 発売元   | メディア              | 型式 | 備考 |
| --- | ------------ | ------ | -------- | -------- | -------- | --------------------- | ---- | ---- |
| 1   | アースライト | 2006年 | Windows  | ハドソン | ハドソン | ダウンロード (i-revo) | -    |      |

## 評価
ゲーム誌『ファミコン通信』の「クロスレビュー」では、8・6・7・8の合計29点（満40点）、『ファミリーコンピュータMagazine』の読者投票による「ゲーム通信簿」での評価は以下の通りとなっており、22.04点（満30点）となっている。この得点はスーパーファミコン全ソフトの中で76位（323本中、1993年時点）となっている。また、同雑誌1993年8月情報号特別付録の「スーパーファミコンオールカタログ'93」では、「丸っこいユニットのグラフィックがかわいい。ゲーム進行がスピィーディ」と紹介されている。
| 項目 | キャラクタ | 音楽 | 操作性 | 熱中度 | お買得度 | オリジナリティ | 総合  |
| 得点 | 4.05       | 3.55 | 3.60   | 3.78   | 3.52     | 3.54           | 22.04 |